# Chabsko
Chabsko – wieś w Polsce położona w województwie kujawsko-pomorskim, w powiecie mogileńskim, w gminie Mogilno.

## Podział administracyjny
W latach 1975–1998 miejscowość administracyjnie należała do województwa bydgoskiego.

## Demografia
Według Narodowego Spisu Powszechnego (III 2011 r.) liczyła 311 mieszkańców. Jest szesnastą co do wielkości miejscowością gminy Mogilno.

## Produkcja soli
W miejscowości (przy okazji budowy gazociągu tranzytowego Jamał-Europa) wybudowano centrum odzyskiwania soli z solanek w osadzie kultury przeworskiej.

## Muzeum regionalne
W Chabsku ma swoją siedzibę Muzeum Ziemi Mogileńskiej otwarte w 2003 roku prezentująca m.in. dzieje ziemi mogileńskiej i wystawy okazjonalne.